# WISE 2325-4105
WISE 2325-4105 (= WISE J232519.53-410535.0) is een bruine dwerg met een spectraalklasse van T9pec. De ster bevindt zich 30,3 lichtjaar van de zon.